# Sant'Andrea (Gorizia)
Sant'Andrea (Štandrež in sloveno, Sant Andrât in friulano, St. Andrä in tedesco) è un quartiere del comune italiano di Gorizia.

## Storia
Il centro abitato apparteneva storicamente alla Contea di Gorizia e Gradisca, come comune autonomo inserito nel distretto di Gorizia.
Secondo l'ultimo censimento austriaco del 1910, più del 99% della popolazione residente era di madrelingua slovena; dato sostanzialmente confermato dal censimento italiano del 1921.
Dopo la prima guerra mondiale passò, come tutto il Friuli orientale, all'Italia; il comune, con la denominazione di Sant'Andrea di Gorizia, venne inserito nel circondario di Gorizia della provincia del Friuli.
La chiesa del paese fu ricostruita tra il 1921 e il 1923, dopo le devastazioni della Grande Guerra. 
Nel 1927 il comune di Sant'Andrea di Gorizia venne aggregato a Gorizia, divenuta contemporaneamente capoluogo dell'omonima provincia.